# Ospatulus truncatulus
Ospatulus truncatulus är en fiskart som beskrevs av Herre 1924. Ospatulus truncatulus ingår i släktet Ospatulus och familjen karpfiskar. IUCN kategoriserar arten globalt som akut hotad. Inga underarter finns listade i Catalogue of Life.